# Third Day
I Third Day sono un gruppo musicale christian rock statunitense originario di Marietta (Georgia) e attivo dal 1991.

## Storia del gruppo
Il gruppo è stato fondato da Mac Powell (voce), Mark Lee (chitarra) e Billy Wilkins (chitarra), ai quali si sono aggiunti in seguito Tai Anderson e David Carr. Il primo disco, pubblicato nel 1996, è l'eponimo Third Day.
Il nome del gruppo è un riferimento al "terzo giorno" dopo la crocifissione di Gesù, durante il quale Cristo è risorto.
Nel 2009 la band è stata inserita nella Georgia Music Hall of Fame.

## Formazione
Attuale
- Mac Powell - voce
- Mark Lee - chitarra
- Tai Anderson - basso
- David Carr - batteria

Ex membri
- Billy Wilkins - tastiere
- Brad Avery - chitarra

## Discografia
Album studio
- 1996 - Third Day
- 1997 - Conspiracy No. 5
- 1999 - Time
- 2000 - Offerings: A Worship Album
- 2001 - Come Together
- 2003 - Offerings II: All I Have to Give
- 2004 - Wire
- 2005 - Wherever You Are
- 2008 - Revelation
- 2010 - Move
- 2012 - Miracle
- 2015 - Lead Us Back: Songs of Worship
- 2017 - Revival

Album live
- 2004 - Live Wire
- 2009 - Live Revelations

Raccolte
- 2007 - Chronology Volume 1
- 2007 - Chronology Volume 2

Album natalizi
- 2006 - Christmas Offerings